# Plexaurella pumila
Plexaurella pumila är en korallart som beskrevs av Addison Emery Verrill 1912. Plexaurella pumila ingår i släktet Plexaurella och familjen Plexauridae. Inga underarter finns listade i Catalogue of Life.